# Luc-sur-Mer

Luc-sur-Mer este o comună în departamentul Calvados, Franța. În 1 ianuarie 2022 avea o populație de 3.295 de locuitori.